# Ove Kindvall
Ove Kindvall (* 16. Mai 1943 in Norrköping; † 5. August 2025) war ein schwedischer Fußballspieler.

## Sportliche Laufbahn

### Vereinskarriere
Der Stürmer Ove Kindvall begann mit dem Fußballsport 1953 beim IFK Norrköping. Mit diesem Verein gewann er 1962, seine erste Spielzeit in der 1. Männermannschaft des IFK miz 18 Jahren, und 1963 die Allsvenskan. In seinem (vorerst) letzten Jahr für den IFK, der Spielzeit 1966, wurde er mit 20 Treffern in nur 16 Punktspielen Torschützenkönig des schwedischen Oberhauses und wurde parallel in seinem Heimatland mit dem Guldbollen als Fußballer des Jahres ausgezeichnet.
Ab Herbst 1966 lief er im Ausland auf, denn Ove Kindvall wechselte in die Niederlande zu Feyenoord Rotterdam. 1968/69 holte er mit Feyenoord den Meistertitel in der Eredivisie und qualifizierte sich mit seinen Teamkollegen somit für den Europapokal der Landesmeister. In der Spielzeit 1969/70 gelang den Niederländern um ihren schwedischen Angreifer der kontinentale Siegeszeug. Im Finale gegen Celtic Glasgow erzielte Ove Kindvall beim 2:1-Sieg in der Verlängerung in der 117. Minute den entscheidenden Treffer.
Mitte 1971 kehrte er, nach dem er 1970/71 ein zweites Mal das niederländische Championat mit Feyenoord gewonnen hatte und in diesem Spieljahr auch zum 3. Mal in der Eredivisie Torschützenbester geworden war, nach Schweden zu seinem früheren Verein IFK Norrköping zurück. Mitten in der Spielzeit 1975 ging innerhalb des schwedischen Ligafußballs vom Erstligisten IFK aus Norrköping zum Zweitligisten IFK aus Göteborg. Beim IFK Göteborg, mit dem ihm 1976 der Aufstieg in die höchste Spielklasse Schwedens gelang, beendet er 1977 als Erstligakicker seine Karriere.

### Auswahleinsätze
Im Sommer 1970 nahm er mit der schwedischen Nationalelf an der WM in Mexiko teil, bei der die Mannschaft in der Vorrunde ausschied. Auch beim Turnier in der Bundesrepublik vier Jahre später zählte er zum Aufgebot der Skandinavier. Insgesamt absolvierte der Angreifer 43 A-Länderspiele, in denen er 16 Tore erzielte.

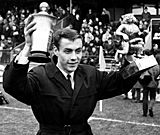
Kindvall mit den Auszeichnungen als Schwedens Fußballer des Jahres und Torschützenkönig der Allsvenskan (1966)

### Titel und Ehrungen
Vereinserfolge
- Weltpokalsieger: 1970
- Europapokal der Landesmeister: 1970
- Schwedischer Meister: 1962, 1963
- Niederländischer Meister: 1969, 1971
- Niederländischer Pokalsieger: 1969

Persönliche Ehrungen
- Schwedischer Fußballer der Jahres: 1966
- Torschützenkönig 1. Liga Schweden: 1966 (20 Tore)
- Torschützenkönig 1. Liga Niederlande: 1968 (28 Tore), 1969 (30), 1971 (24)

## Tod
Kindvall starb am 5. August 2025 im Alter von 82 Jahren.

## Trivia
1969 wurde Kindvall mit der Svenska-Dagbladet-Goldmedaille geehrt.
Sein Sohn Niclas wurde ebenfalls Profifußballer und spielte unter anderem Mitte der 1990er-Jahre beim Hamburger SV, aber zuvor auch bei Oves Stammverein IFK Norrköping.